# Подерскис, Повилас
Повилас Подерскис (лит. Povilas Poderskis; род. 1990, Литва) — литовский инженер, политический и государственный деятель, министр окружающей среды (с 2024).

## Биография
Родился в 1990 году в Литве.
После окончания средней школы поступил в Каунасский технологический университет, который окончил в 2012 году со степенью бакалавра в области электроники и телекоммуникационной инженерии. Позднее он также посещал курсы по философии в Университете Витовта Великого.
В апреле 2015 года он был назначен советником мэра Вильнюса Реминиюса Шимашюса, а в ноябре 2017 года стал директором местного самоуправления, где сосредоточился на модернизации и разработке новых городских проектов. В сентябре 2024 года он возглавил Агентство развития строительного сектора.
12 декабря 2024 года он получил портфель министра окружающей среды при формировании правительства Гинтаутаса Палуцкаса. После отставки кабинета министров 4 августа 2025 года стал исполнять обязанности главы ведомства до назначения нового правительства.